# Konstantyn Stilbes
Konstantyn Stilbes – poeta bizantyński żyjący u schyłku XII wieku.
Konstantyn Stilbes żył pod koniec XII wieku. Był nauczycielem w Konstantynopolu. Pod wrażeniem wielkiego pożaru, jaki w 1198 roku nawiedził stolicę Cesarstwa, napisał utwór jambiczny Wiersze o pożarze (Stíchoj perí empresmú).